# Hypsicomus phaeotaenia
Hypsicomus phaeotaenia é uma espécie de anelídeo pertencente à família Sabellidae.
A autoridade científica da espécie é Schmarda, tendo sido descrita no ano de 1861.
Trata-se de uma espécie presente no território português, incluindo a sua zona económica exclusiva.